# Topomyia gracilis
Topomyia gracilis är en tvåvingeart som beskrevs av George Frederick Leicester 1908. Topomyia gracilis ingår i släktet Topomyia och familjen stickmyggor. Inga underarter finns listade i Catalogue of Life.